# Dufourea sinensis
Dufourea sinensis là một loài Hymenoptera trong họ Halictidae. Loài này được Wu mô tả khoa học năm 1982.